# Sakura Taisen
Sakura Wars (サクラ大戦, Sakura Taisen) és una sèrie japonesa de videojocs, manga i anime desenvolupada per Red Entertainment i publicat per Sega basat en una idea d'Ouji Hiroi. El títol literalment es tradueix com "La Gran Guerra de la Flor de Cirerer", però és col·loquialment "La Gran Guerra Entre Les Flors de Cirerer". Sakura és la paraula japonesa per a "Flor de Cirerer".
Els japonesos van originar el joc Sakura Taisen para la consola de videojocs Sega Saturn, el 1996. La forma del joc és una barreja de jocs de guerra i tàctiques militars amb jocs de romanç o simuladors de cites. Les característiques i trames de l'anime foren creades per a encaixar i formar part dels jocs originals, incloent molts OVAS, una sèrie de televisió, una tira còmica de manga avui dia presentada en la revista Magazine Z de Kodansha, i una pel·lícula de llarga durada. La sèrie animada fou creada per Ouji Hiroi, el dissenyador original i Satoru Akahori, el supervisor de la sèrie.
La línia d'història del Sakura Taisen original, els jocs i animes relacionats prenen lloc el 1920 en un Tòquio alternatiu seguint les aventures de la Teikoku Kagekidan—Hanagumi (lit. "Força Floral Imperial d'Assalt—Divisió de Flors") i la seua insigne capdavantera Ohgami Ichiro, de com ells defensen Teito (lit. "Capital Imperial" Tòquio) contra malvades criatures que l'amenacen. Mentre porten a terme aquesta missió, l'"Hanagumi" (o equip floral) continua estant d'encobert com "Els Actors d'Opera Imperial". Encara que durant la major part del dia l'"hanagumi" es desenvolupa d'eixa manera, canvia totalment de caràcter quan arriba el moment de la batalla.
Les característiques originals dels personatges foren dissenyades per Kosuke Fujishima i el disseny dels personatges per Hidenori Matsubara. Els jocs i l'anime tenen cabuda en un fictici Tòquio de l'era Taisho (i després París, França i Nova York, als Estats Units) on tota la tecnologia és energitzada per mitjà de vapor. Vaixells i fins a robots de construcció i computadores a vapor són comuns. No obstant això, aquest passat futurista no és tan segur, tant monstres com altres forces de la foscor estan constantment amenaçant i cercant com destruir eixes llegendàries metròpolis. En el seu camí aquesta una força d'atac secreta de dones físicament augmentades en poder, qui duen vestits d'una armadura de poder energitzada a vapor, coneguda com a 光武 Koubu.